# Pedicularis semenowii
Pedicularis semenowii är en snyltrotsväxtart som beskrevs av Eduard August von Regel. Pedicularis semenowii ingår i släktet spiror, och familjen snyltrotsväxter. Inga underarter finns listade i Catalogue of Life.